# ジュゼッペ・フランキ
ジュゼッペ・フランキ（Giuseppe Franchi、1731年 - 1806年2月11日）は、イタリアの新古典主義の彫刻家である。ミラノのブレラ美術アカデミーで彫刻を教えた。

## 略歴
大理石の産地として知らトスカーナのカッラーラで生まれた。父親は建築家のジャコモ・フランキで、父親の仕事を学んだ後、パルマでフランス出身の彫刻家、ジャン＝バティスト・ブーダール（Jean Baptiste Boudard: 1710-1768）に学び、ローマに出て美術史家のヨハン・ヨアヒム・ヴィンケルマンのもとで古代彫刻を学び、その専門家となり、プロイセン王の王子ブラウンシュヴァイク＝ヴォルフェンビュッテル公の依頼で古代彫刻の複製の制作や修復の仕事をした.。
1776年にミラノにブレラ美術アカデミーが設立されると、教授の一人になり、彫刻家のアンジェロ・ピッツイ（Angelo Pizzi）やポンペオ・マルケージ、 ジョヴァンニ・バッティスタ・コモリ（Giovanni Battista Comolli）、バルトロメーオ・リボッシ（Bartolomeo Ribossi）、版画家のジャコモ・フレイ（Giacomo Frey）を教え、オーストリア＝エステ大公フェルディナントの息子たちなども教えた。
フランキはしばしば、ミラノの建築家、ジュゼッペ・ピエルマリーニ（Giuseppe Piermarini: 1734-1808）と協力して作品を制作した。1779年にはマントヴァでゴンザーガ家の彫刻コレクションの修復と整理の仕事を任された.。1779年4月にローマの美術アカデミー、アカデミア・ディ・サン・ルカに入会した。
フランキは15世紀の画家、マルコ・ドッジョーノ（Marco d'Oggiono）がレオナルド・ダ・ヴィンチの『最後の晩餐』を模写した優れた油絵を所有し、それをもとにジャコモ・フレイの複製版画が作成された。
1806年にミラノで亡くなった。

## 作品

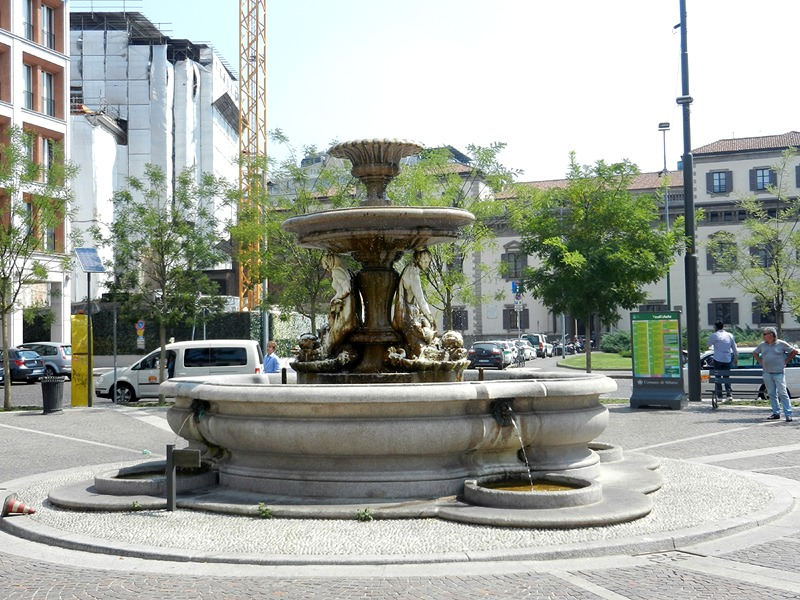
ミラノのフォンターナ広場の噴水
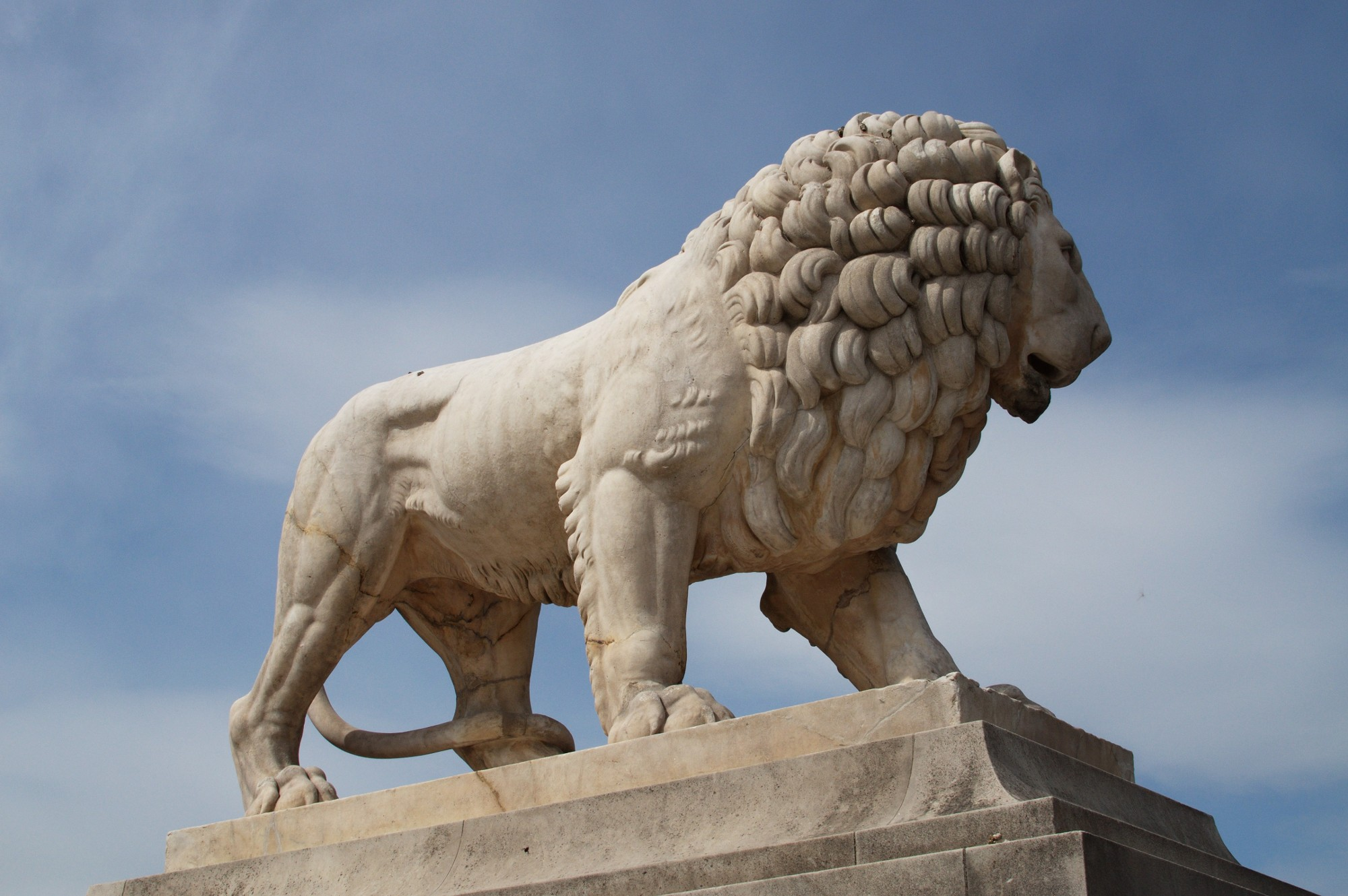
パリ、チュイルリー庭園のライオン像
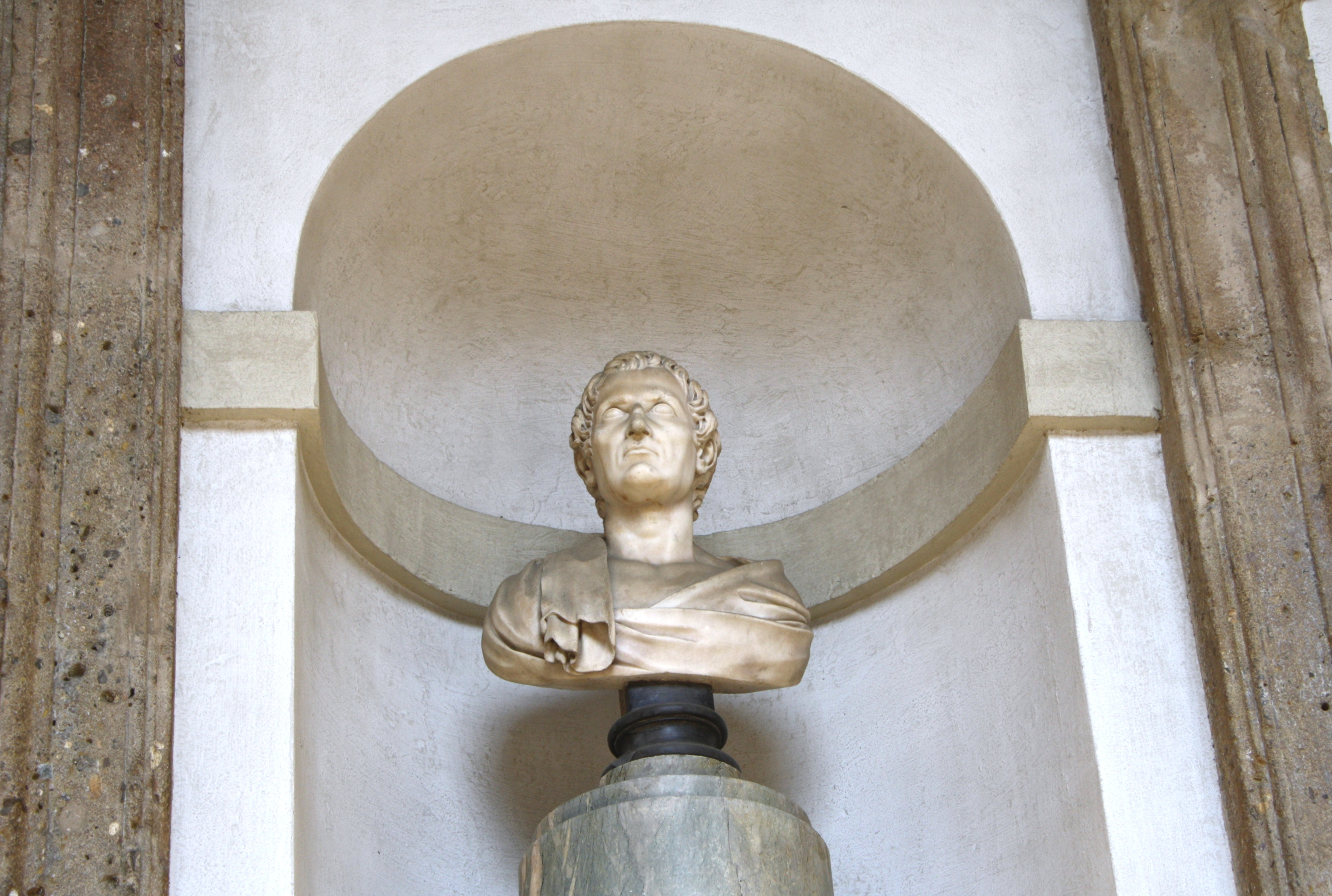
ブレラ宮殿のGiuseppe Parini像